# Fontaine-lès-Croisilles
Fontaine-lès-Croisilles é uma comuna francesa na região administrativa de Altos da França, no departamento de Pas-de-Calais. Estende-se por uma área de 6,26 km². Em 2010 a comuna tinha 274 habitantes (densidade: 43,8 hab./km²).